# Гропени (Валча)
Гропени (рум. Gropeni) насеље је у Румунији у округу Валча у општини Рунку. Oпштина се налази на надморској висини од 517 m.

## Становништво
Према подацима из 2002. године у насељу је живело 115 становника, од којих су сви румунске националности.